# Burchtkerk (Ingelheim)
De Burchtkerk (Duits: Burgkirche) in de Duitse stad Ingelheim (landkreis Mainz-Bingen) is een laatgotische weerkerk. De kerk vertegenwoordigt verschillende bouwperiodes tot de eerste helft van de 15e eeuw. In de onmiddellijke omgeving van de kerk bevinden zich nog middeleeuwse verdedigingswerken. Daarmee geldt de kerk als een van de best behouden versterkte kerkgebouwen in het zuidwesten van Duitsland.
De kerk diende de bevolking in de Middeleeuwen als toevluchtsoord bij vijandelijkheden, hetgeen echter nooit nodig zou zijn. Ook werden hier de edelen van Ingelheim begraven, wiens epitafen nog steeds in de kerk te bezichtigen zijn. In de onderste verdieping van de toren werd het archief van het Ingelheimer rijksgericht bewaard.
Voor het laatst werd de kerk van 1998 tot 2006 geheel gerestaureerd. Daarbij werd ook het waardevolle middeleeuwse Mariaraam in het koor gerenoveerd. De kerk staat symbool voor Ingelheim en is een beschermd monument.

## Locatie
De kerk is te bereiken vanaf de Marktplatz in Ober-Ingelheim over de straat An der Burgkirche en bevindt zich op het hoogste punt van Ober-Ingelheim. De kerk wordt omgeven door een met een dwinger versterkte en van kantelen voorziene weermuur. Ten westen van de kerk bevindt zich op het kerkhof een oorlogsmonument met namen van gevallenen in de Eerste en Tweede Wereldoorlog. Een ander monument staat in een zuidwestelijk gelegen rozentuin en gedenkt de Frans-Duitse Oorlog in 1870-1871 (tot in het midden van de 20-ste eeuw stond dit monument op het marktplein). De dwinger ligt nog slechts aan de zuidzijde van de kerk. Oorspronkelijk was de kerk vanuit Ingelheim slechts door de westelijke poort te bereiken. Voor de oostelijke poort werd de weermuur pas later doorbroken.

## Huidig gebruik
De Burchtkerk is in de eerste plaats een godshuis waar de ongeveer 2200 leden van de evangelische gemeente hun erediensten vieren. De kerk is dagelijks geopend voor bezichtiging. Voor de openingstijden is het handig de website van de kerk te raadplegen (zie externe link).

## Geschiedenis
In de 7e eeuw werd op de plek van de huidige weerkerk een kapel gebouwd. Deze kapel was vermoedelijk gelieerd aan de Sint-Remiguskerk in Nieder-Ingelheim. Sinds het jaar 1051 was de kerk gewijd aan de heilige Wigbert. De naam "Burchtkerk" werd pas in 1939 ingevoerd om de kerk te onderscheiden van andere evangelische kerken in het stadsgebied. In de 12e eeuw volgde romaanse nieuwbouw, waarvan tegenwoordig slechts de toren rest. De versterkingen werden in het midden van de 12e eeuw aangelegd. Het kerkgebouw werd in het begin van de 15e eeuw in laatgotische stijl tot een pseudobasiliek verbouwd. Het nieuwe koor kwam in 1404 gereed. Aansluitend werd begonnen met de aanbouw van een oostelijk schip dat voltooid werd in 1431. Het westelijke deel van het schip volgde in de jaren 1450-1462.
Vanaf 1400 trokken burgers uit het aan de Rijn gelegen Frei-Weinheim met Pasen in processie naar de Burchtkerk om er kaarsen op te steken en er de zegen over hun schepen en goede visvangst af te smeken.
Sinds de reformatie werd de kerk ook gebruikt als inhuldigingsplek voor nieuwe landsheren.
In 1674 brandde de klokkentoren als gevolg van blikseminslag volledig uit. Slechts één klok uit het jaar 1384 kon worden geborgen. Na 1690 werd de kerk zowel door protestanten als door katholieken gebruikt. De kerk was niet lang een simultaankerk, want in 1707 moesten de katholieken het veld ruimen. Het gebouw werd overgedragen aan een gereformeerde gemeente die een groot deel van de katholieke inrichting liet verwijderen. Na de overdracht aan de gereformeerden werd de kerk voor het eerst gerenoveerd. De begane grond van de toren diende in deze tijd als archief voor het Ingelheimer rijksgericht. Er werden akten, oorkonden, gerechtsprotocollen en procesvoeringsstukken bewaard.
Tijdens de Dertigjarige Oorlog gebruikten Spaanse, Franse en keizerlijke troepen de kerk als kwartier. Hierbij ging het gestoelte van de kerk verloren. Ook tijdens de napoleontische oorlogen liep de kerk schade op. De meeste grafmonumenten van de edelen van Ingelheim werden geschonden, wapens en figuren werden afgeslagen omdat zij golden als zinnebeeld van feodale macht.
In de Tweede Wereldoorlog werd het Mariaraam zekerheidshalve uit de kerk genomen. Nadien gingen drie andere koorramen verloren door bominslagen in de directe omgeving van de kerk. De kerk werd in de jaren 1950-1960 gerenoveerd, waarbij het Mariavenster teruggeplaatst werd en de drie verwoestte koorramen werden vervangen. Bij de restauratie van 1998-2006 werden de 15e-eeuwse beschilderingen in de koorgewelven en de plantmotieven in het kerkschip gerestaureerd. Zowel het interieur als het exterieur herkreeg de oorspronkelijke kleurstelling uit de 15e eeuw.

## Interieur
Het middenschip en het koor hebben kruisgewelven en het westelijke deel een netgewelf. De ruimte van het interieur wordt gedomineerd door laatgotische ribben en achthoekige zuilen in okergeel, in de koorruimte hebben de gewelfribben een rode kleur gekregen. Er zijn een aantal zeer decoratieve sluitstenen.
Oorlog en vandalisme hebben veel van de kerkelijke inrichting vernietigd. De zes altaren gingen allen verloren tijdens de Dertigjarige Oorlog. Het huidige altaar, waarop het Laatste Avondmaal wordt afgebeeld, en het doopvont dateren uit het jaar 1960. Het kerkgestoelte, een groot deel van de beelden alsook de gotische kansel uit de tijd voor de reformatie zijn niet meer aanwezig.
In het koor met de grote maaswerkvensters bevindt zich in het middelste venster het zogenaamde Mariaraam. Het gebrandschilderde raam beeldt de Aanbidding der Koningen uit en is het enige originele raam uit de middeleeuwen. De andere ramen met scènes uit de Oude en Nieuwe Testament werd in 1960 geplaatst als vervanging voor de vernielde ramen in de Tweede Wereldoorlog. Aan de noordelijke koorwand bevindt zich een gotisch sacramentshuis uit 1488, op de zuidelijke koorwand een levietenstoel.
In de kerk bevinden zich een aantal epitafen.

## Afmetingen
| Totale buitenlengte         | 42,44 meter                         |
| Totale buitenbreedte        | 17,75 meter                         |
| Koorbreedte                 | 8 meter                             |
| Koorhoogte                  | 12 meter                            |
| Hoogte van het kerkschip    | oosten 10,60 meter, westen 12 meter |
| Hoogte westelijke gevel     | 10,55 meter                         |
| Hoogte toren                | 42 meter                            |
| Breedte toren               | 4×6,35 meter                        |
| Hoogte noordelijk zijschip  | 7,50 meter                          |
| Breedte noordelijk zijschip | 5,71 meter                          |
| Hoogte zuidelijk zijschip   | 6,45 meter                          |
| Breedte zuidelijk zijschip  | 4,45 meter                          |

## Interieurafbeeldingen

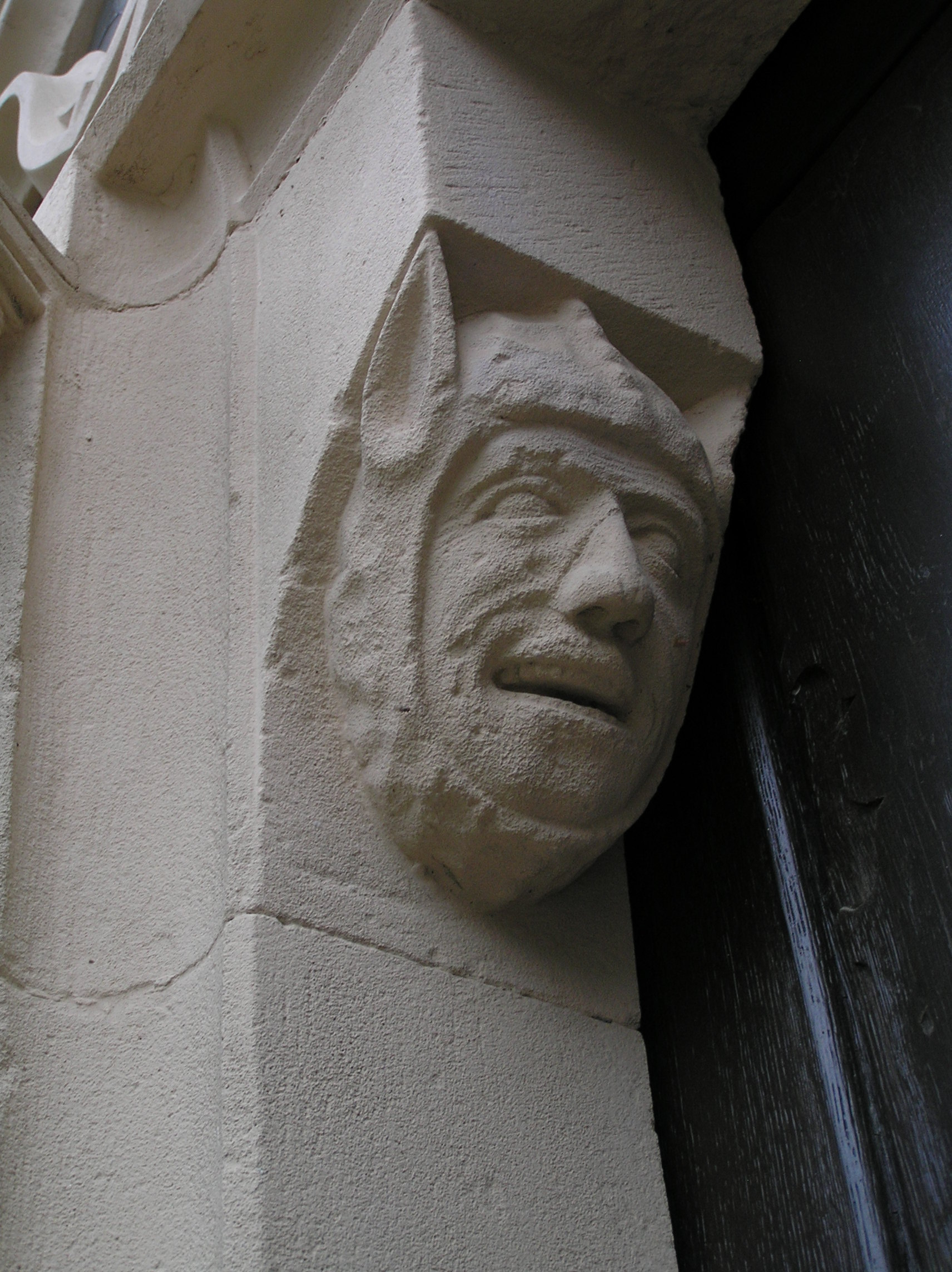
Duivel bij het portaal
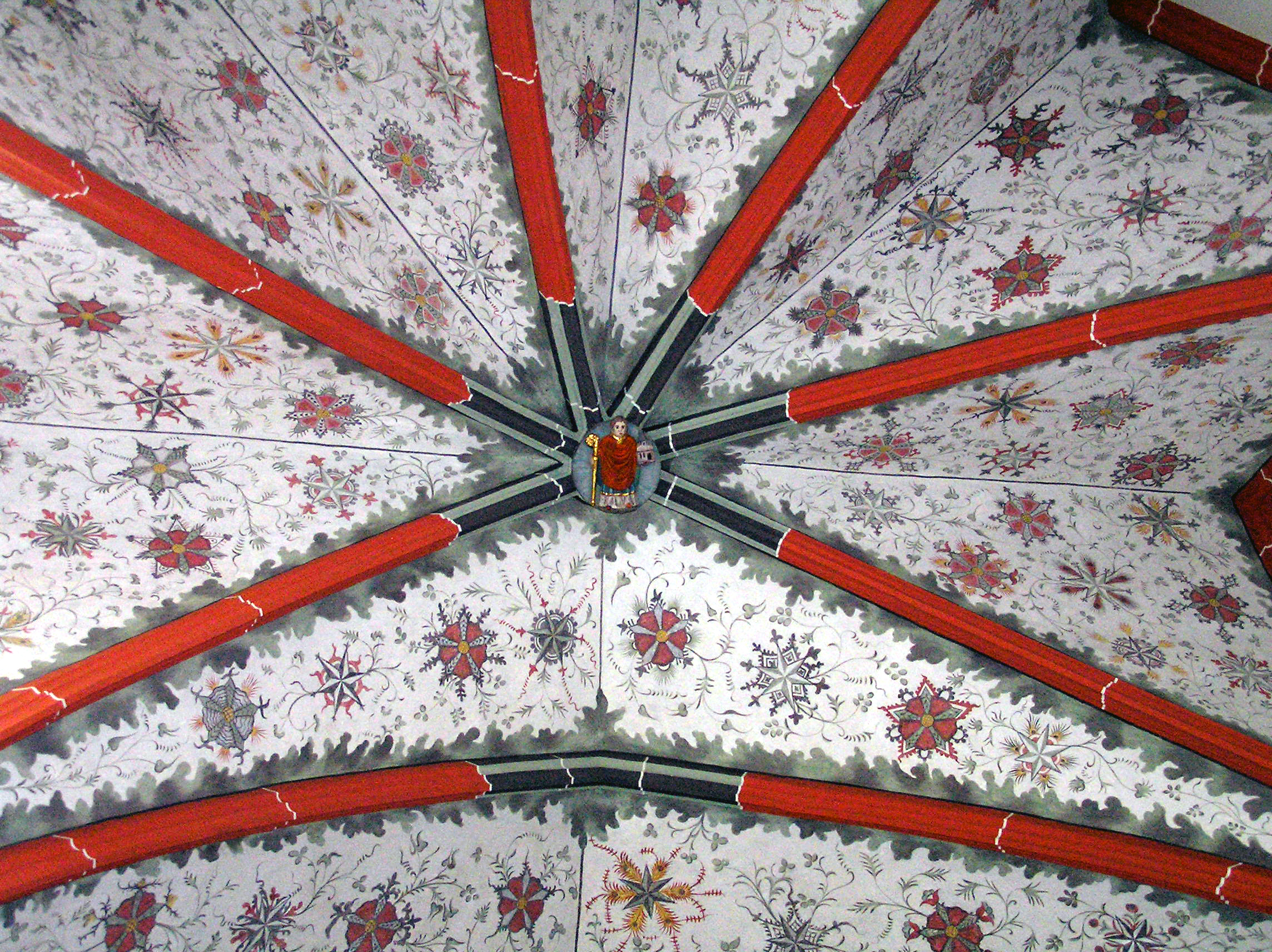
Koorgewelf
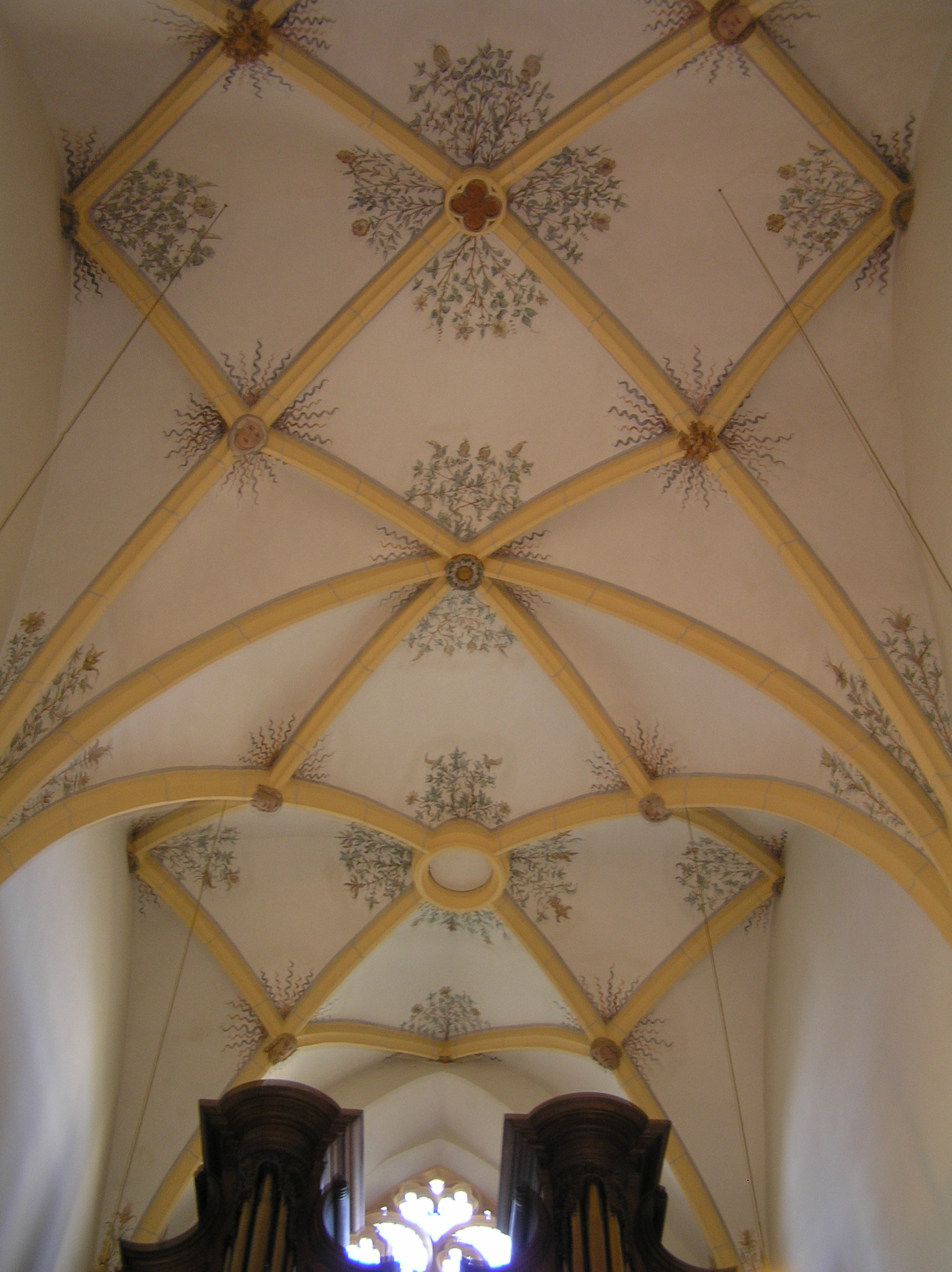
Netgewelf
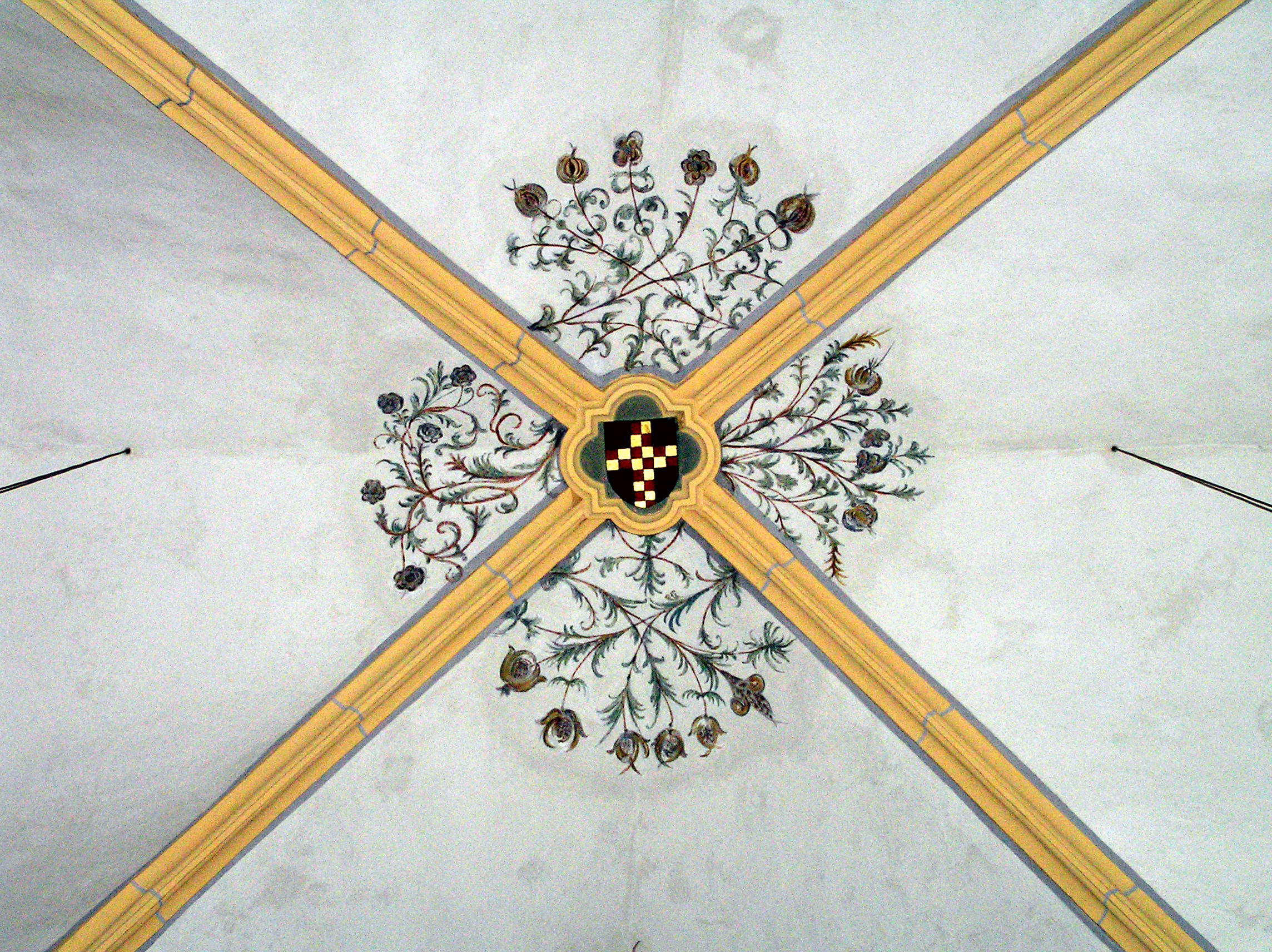
Sluitsteen
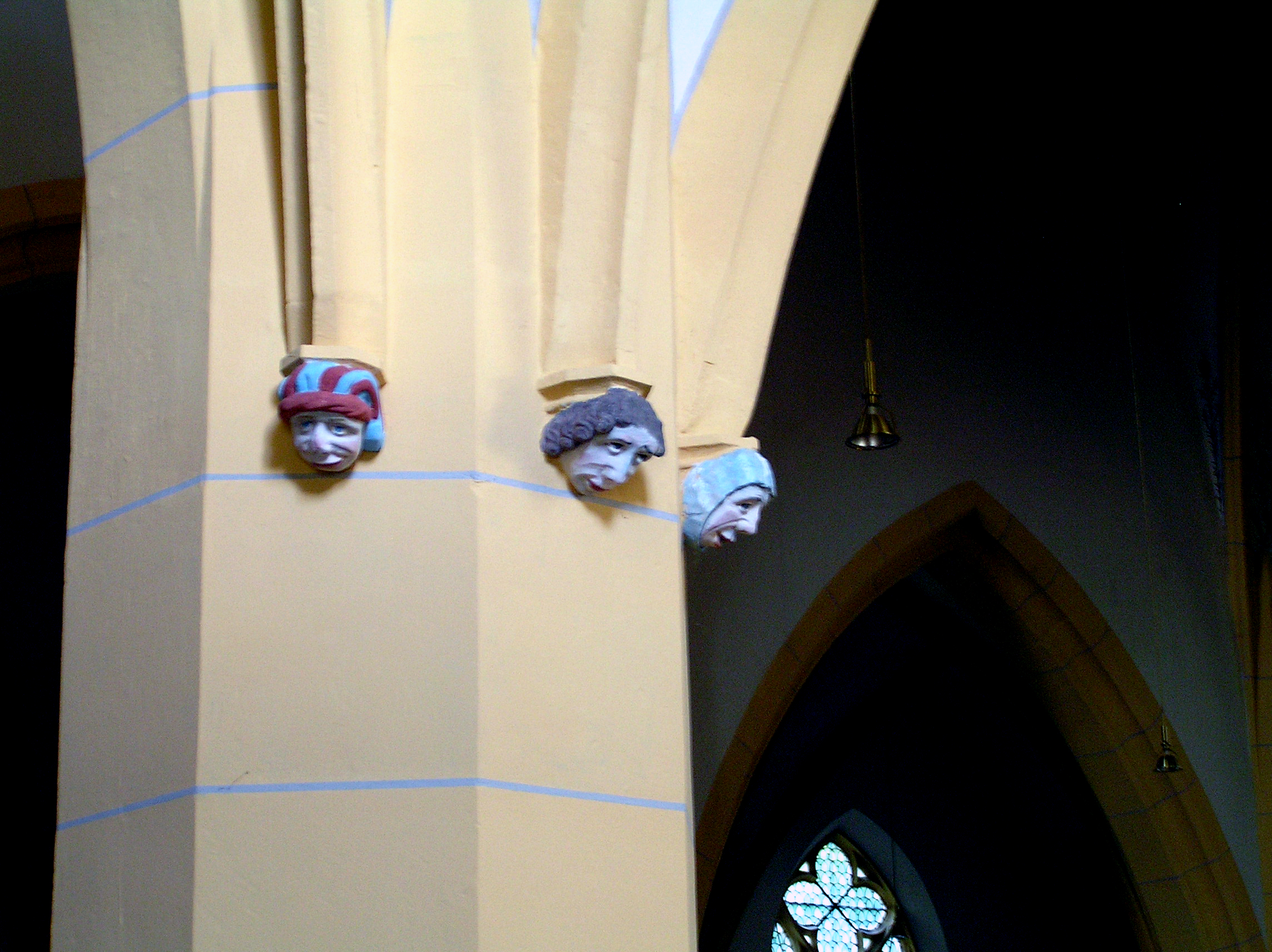
Narrenkoppen
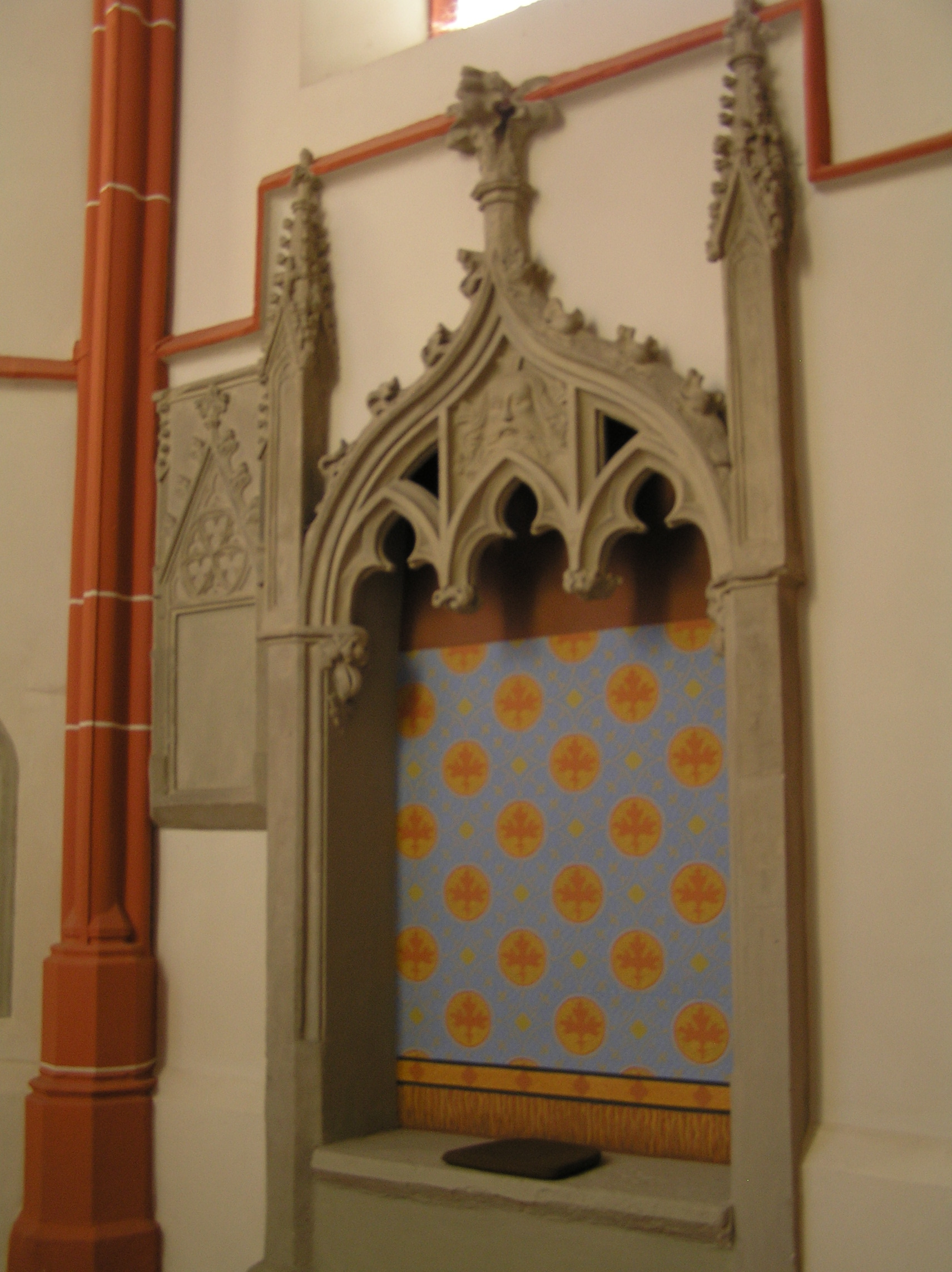
Sluitsteen
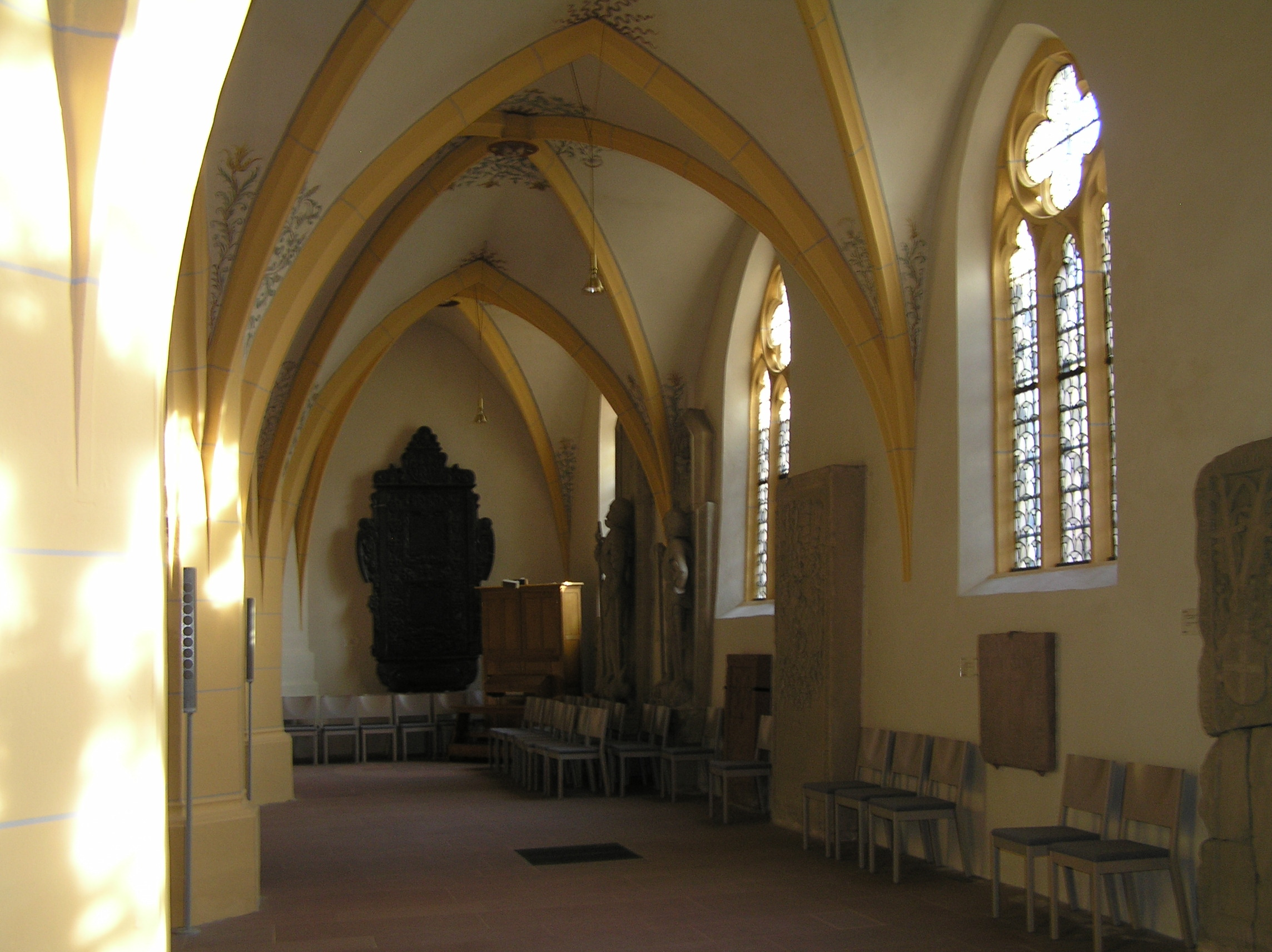
Zijschip
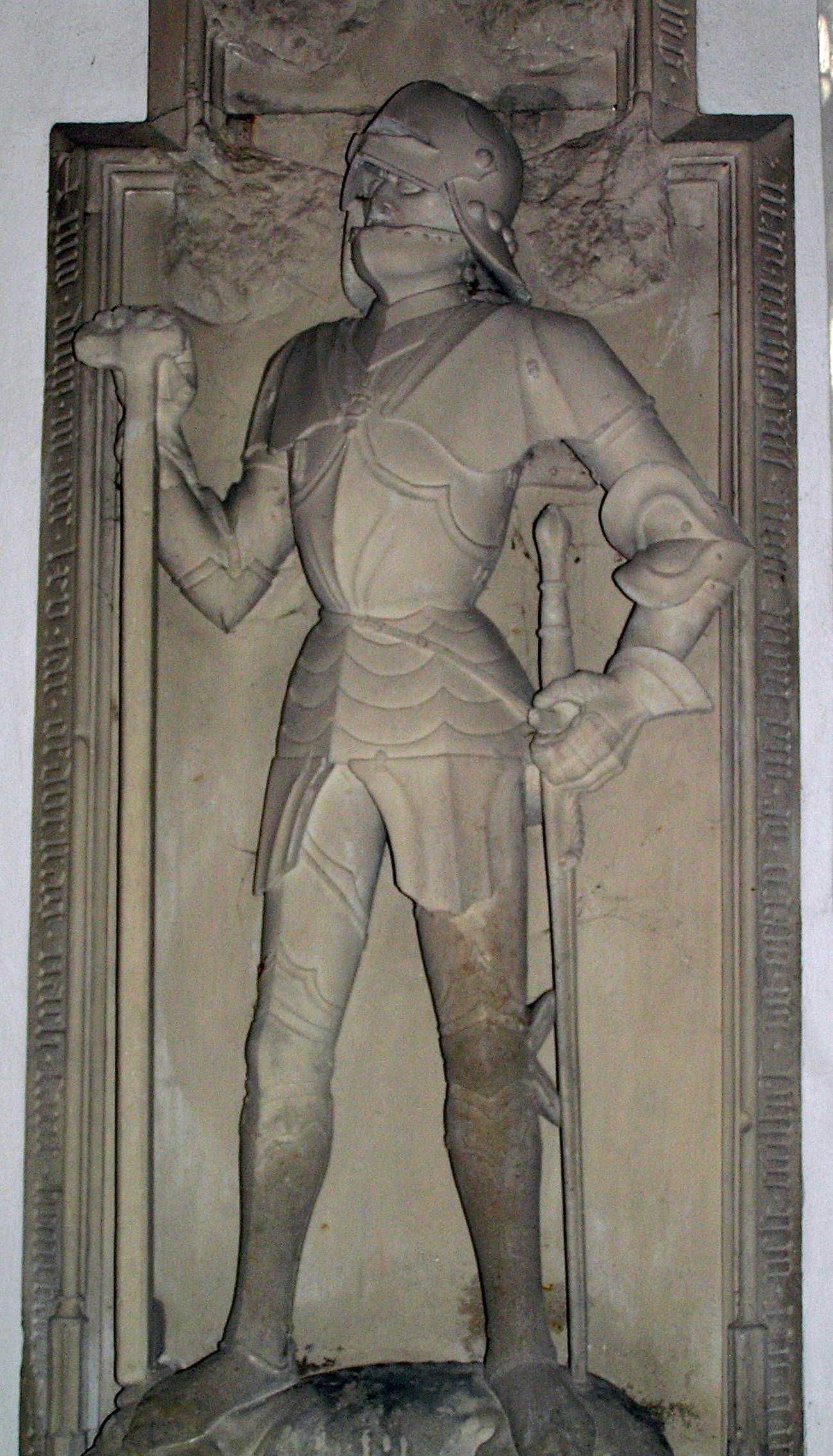
Grafmonument
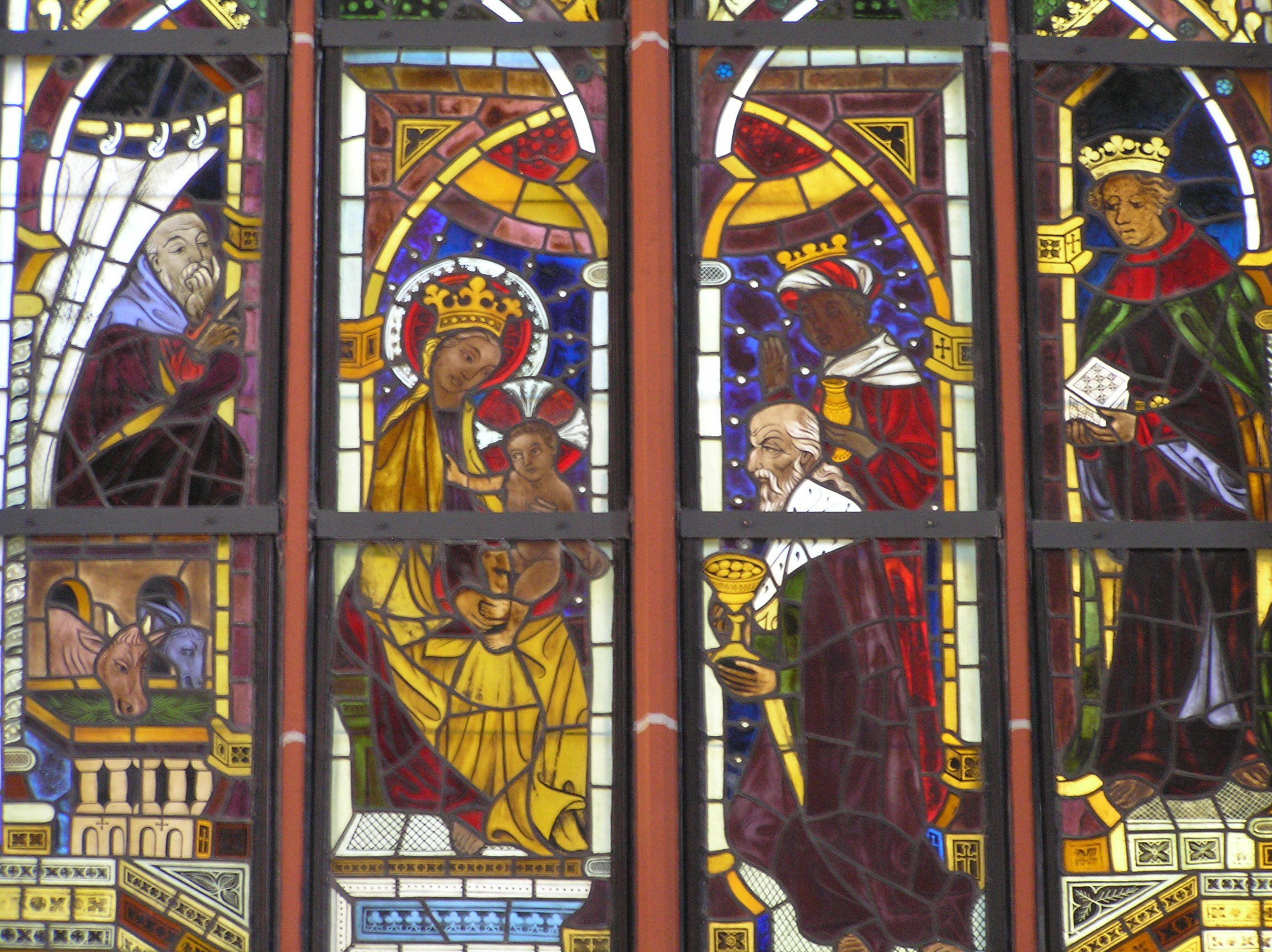
Deel Mariaraam
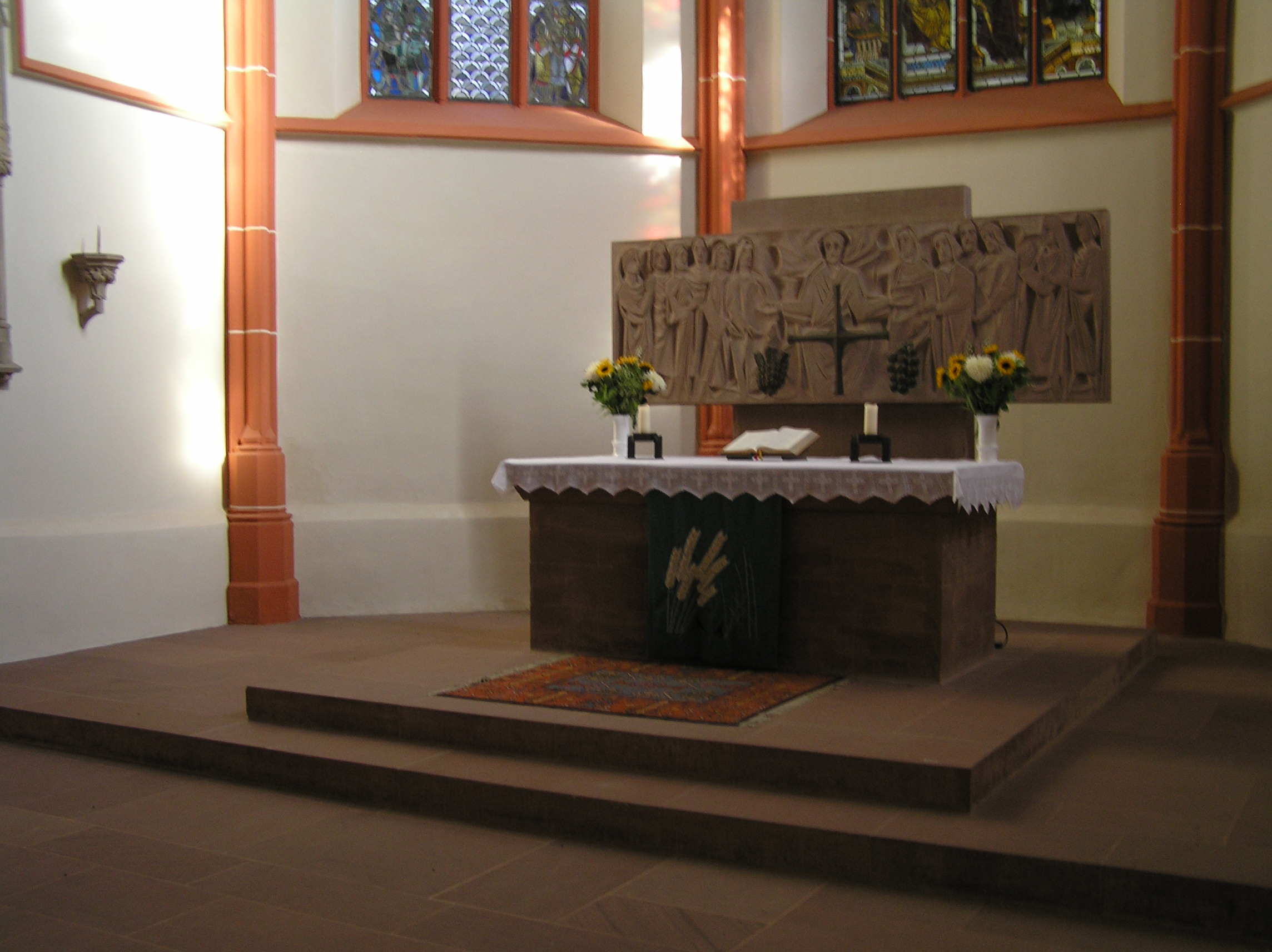
Altaar